# BG TV
БГТВ е бивш български телевизионен канал.

## История
Разпространява се от началото на 1997 г. първоначално под името „БКТВ“. От 1 юни 2006 г. програмата е с променено име, като понякога е изписвана и като „България ТВ“, което обаче не трябва да се бърка с „ТВ България“ – бившият логотип на БНТ 4. Към април 2013 г. собственици на медията са братята Георги и Димитър Бедникови. През 2012 г. за няколко месеца в BGTV се появи скандалният водещ Ник Щайн, заради когото през 2003 г. е отнет лиценза на Ден ТВ. През 2014 г. каналът е закрит заради продажба от Георги Бедников. През есента в 2019 г. правата на BGTV са придобити от "ÜRBN" Ltd. Първоначално се планира лицензът на телевизията да се наследи от нов канал с името „България ТВ“, но тази идея така и не е осъществена.

## Предавания
- „Споделете с мен“ с водещ Георги Бедников
- „Библейски урок“ с водещ д-р Евалт Франк
- „Програма Съприкосновение“ с водещ д-р Чарлз Стенли
- „Четвъртата власт“ с водещ Ник Щайн
- „Песни за душата“
- „Балкан фолк“
- „Багрите на българското“
- „Изворче“
- „Световно фолклорно изкуство“
- „Фолклорна трапеза“
- „Планета Сезам“
- „Код БГ“
- „Бъдеще и надежда“
- „Черно и бяло“
- „Часът на блондинките“
- „Новините по BGTV“ с водещ Боби Цанков
- „Cash man“ с водещ Боби Цанков
- „За църквата и държавата“ с водещ Никола Петков
- „Енигма“ с маг Евина
- „Богатствата на България“
- „Да сме живи, да сме здрави“
- „Пъзел" с водещ Ценко Благоев
- „Смях по чорапи“
- „На фитнес“ с водещ Митьо Крика
- „Булдозер“ с водещ Владо Кузов
- „България днес“
- „Думи на живот“
- „Опозиция“ с водещ Емил Темелков
- „Нашенци“
- „БОДИЛник“
- „Без тема“
- „Ти решаваш“
- „Бизнес часовник“
- „Фолклор“
- „Фолклорен изгрев“
- „Vouge TV” с водещ Силвия и Петя
- „В търсене на истината“
- „Истината“ с водещ Христо Казашки
- „Рецептата“
- „Фитнес мания“
- „БГ Маршрути - успехът“
- „Салон“ с водещ Полина Димитрова
- „Среднощни лудории“
- „Фолк стандарт“ с водещ Рики
- „Домашни помощници“
- „Може ли и българинът“
- „Вкусът на Европа и Средиземноморието“
- „Рецептата“